# 张默生
张默生（1895年—1979年），名敦讷，又名文起，字默生，自号默僧，山东淄博人。毕业于北京师范大学国学系。曾执教复旦大学、重庆大学、四川大学等高校，曾任四川大学中文系主任、西南文联副主席。1957年因替流沙河《草木篇》鸣冤，被毛泽东点名批判打成"大右派"，最后被迫害致死。